# Kanász József
Kanász József (Budapest, 1954. március 15. – 2019. szeptember 29.) magyar labdarúgó, hátvéd.

## Pályafutása
Az Óbudai Téglagyár csapatában kezdett futballozni. Ezt követően III. kerületi TTVE utánpótlás csapatába került, ahol Palicskó Tibor fedezte fel, aki az MTK-ba igazolta. Itt mutatkozott az élvonalban 1971. október 17-én a Csepel ellen, ahol 0–0-s döntetlen született. 1971 és 1974 között 29 bajnoki mérkőzésen szerepelt az MTK-ban. Az 1974–75-ös szezonban a VM Egyetértés csapatában szerepelt. 1975 és 1977 között a Vasas játékosa volt. Tagja volt a hatodik angyalföldi bajnokcsapatnak. 1978-ban félévig a Salgótarjáni TC-t erősítette. 1978 és 1981 között a Zalaegerszegi TE csapatában szerepelt. Száz élvonalbeli mérkőzésen három gólt szerzett. Az 1981–82-es idény közben igazolt a Bp. Honvédhoz, ahol 1983-ig játszott. 1982–83-ban tagja volt a bronzérmes csapatnak. Utolsó mérkőzésen a Tatabányai Bányásszal 1–1-et játszott a csapata. 1983 nyarán a Keszthelyi Haladás játékosa lett. 1985-ben igazolt Hévízre, ahonnan 1992-ben vonult vissza.
1995-től a Hévíz edzője lett. Erről a posztjáról 1996 májusában lemondott. Még ebben a hónapban a Tapolcai Bauxit SE trénerének nevezték ki. Itt 1997 márciusáig dolgozott, majd a Zalaapáti edzője lett, ahonnan októberben távozott.

## Sikerei, díjai
- Magyar bajnokság
  - bajnok: 1976–77
  - 3.: 1982–83
- Magyar kupa (MNK)
  - döntős: 1983